# シベリウス公園

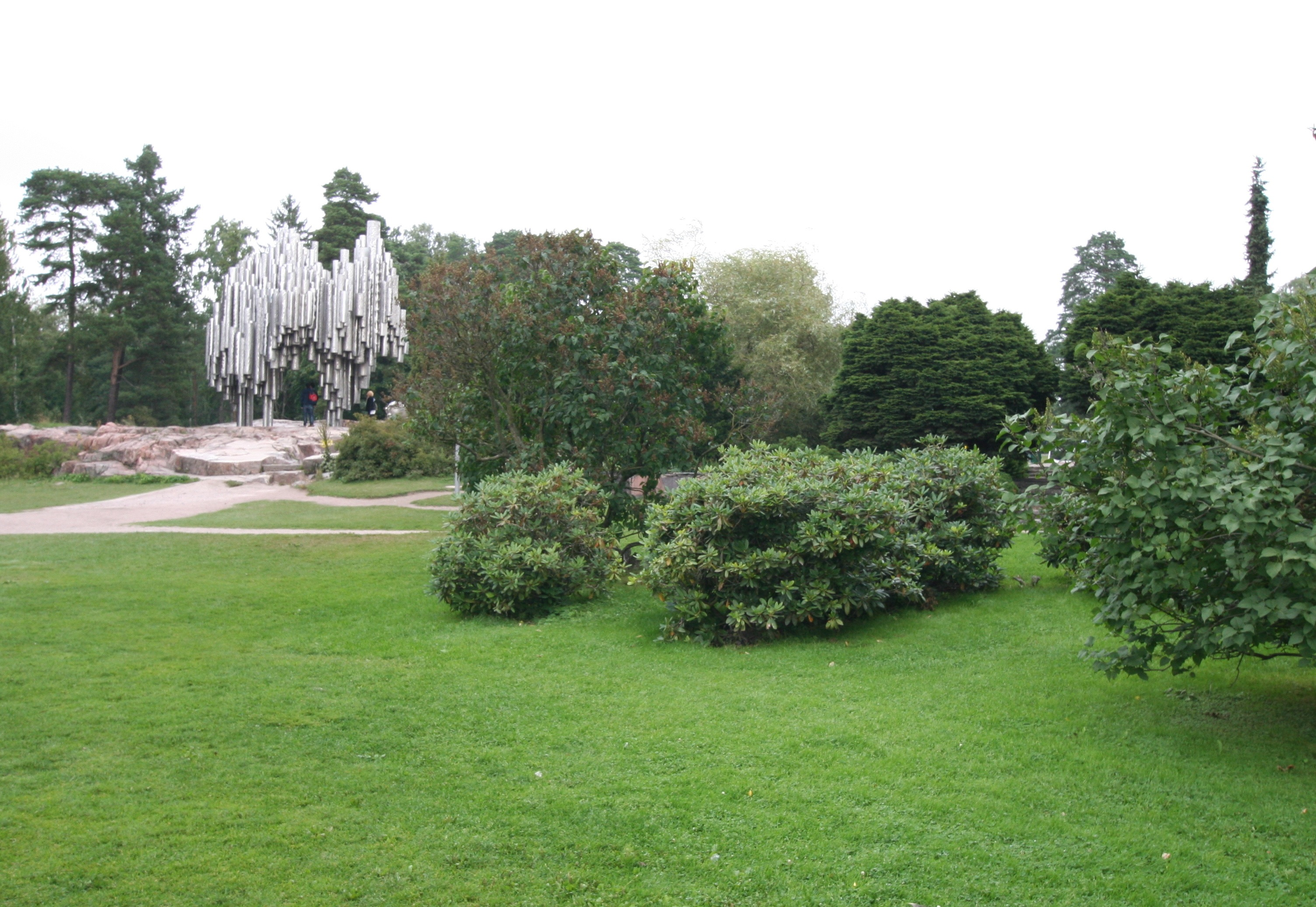
シベリウス・モニュメント（左奥）

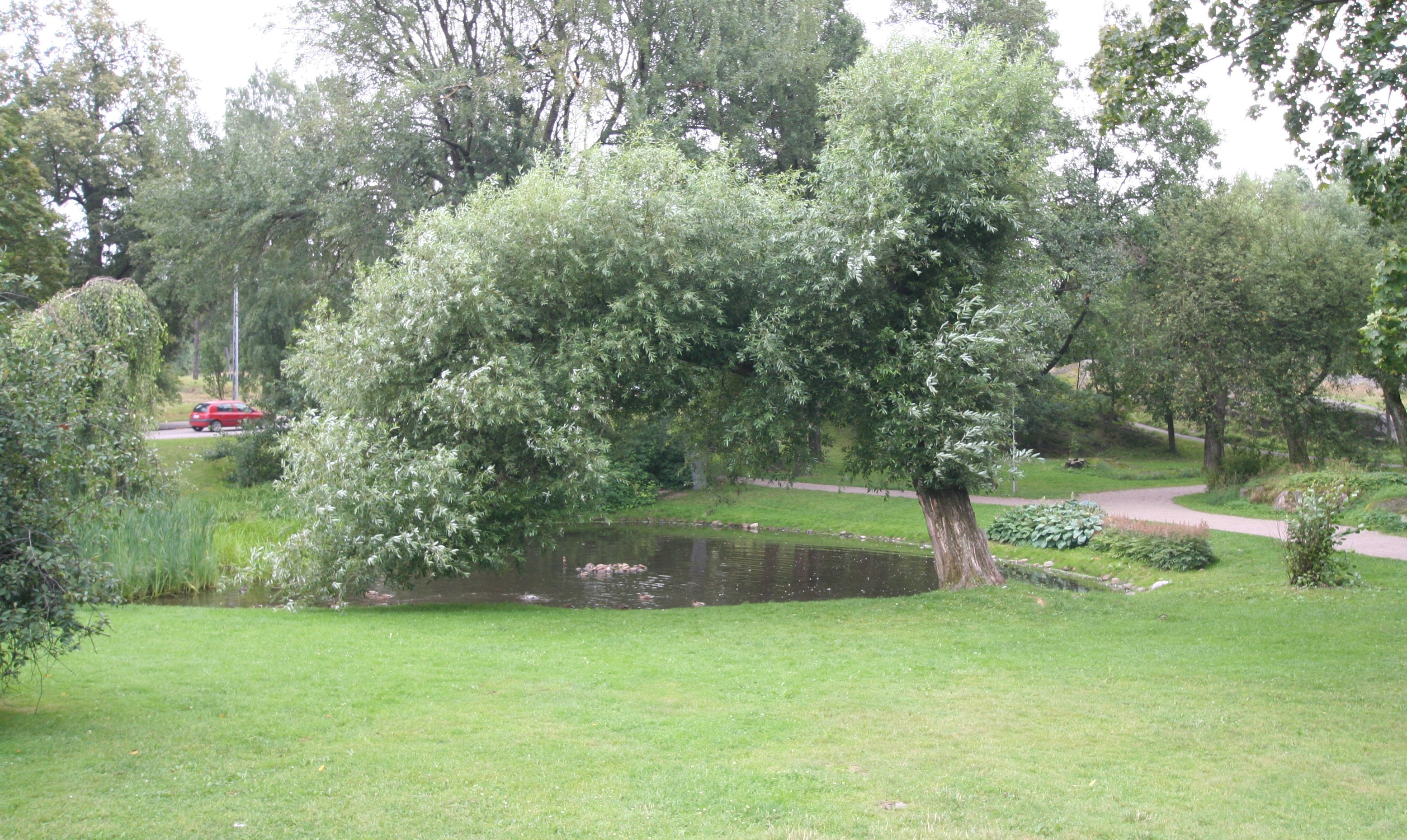
園内の池

シベリウス公園（フィンランド語: Sibeliuksen puisto）は、ヘルシンキのトゥーロ地区に位置する海岸沿いの公園。様々な植物が植えられており、1983年にマウノ・コイヴィスト大統領を記念して植えられた樹もある。園内には小さな人工池がある。

## 概要
公園は海岸に沿って西へ走るメリカント通りによって遮られている。交通量の多いメケリンニ通りが公園を2つに分断しており、通り沿いの南側にはフィンランド最古のパターゴルフ場であるシベリウス公園ゴルフ場が学生らによって手入れされている。
シベリウス公園内には彫刻家のエイラ・ヒルツネンが1967年に制作したシベリウス・モニュメントが設置されている。他にもアーッレ・アールトネンが制作した叙事詩『カレワラ』にまつわる作品『イルマタルとカモ』（Ilmatar ja sotka）がメケリンニ通り沿いにある。
19世紀には現在のシベリウス公園がある場所にBråvalla、KinnekullaとMiramarというヴィラが建てられていた。Bråvallaヴィラの主となる建屋は今も公園の北側に残っており、2011年までそこでPiilopirtti幼稚園が運営されていた。2016年になって市によって住宅として売却されている。公園の南側にもヴィラHumlevikもしくはPauliginヴィラと呼ばれる建物が残っており、市の幼年センターが入居している 。
1906年にトゥーロの区画整理が実施された際には現在公園となっている区画を2つに分割する案が出されたが、1916年に公園として整える計画でまとまった。当初の公園の名称はホップ公園（Humallahden puisto）であったが、1945年に作曲家のジャン・シベリウスの生誕80周年を記念して現在の名前に改められた。